# Ischnoptera ocularis
Ischnoptera ocularis är en kackerlacksart som beskrevs av Henri Saussure 1873. Ischnoptera ocularis ingår i släktet Ischnoptera och familjen småkackerlackor.
Artens utbredningsområde är Franska Guyana. Inga underarter finns listade i Catalogue of Life.